# Hochholz-Kapellenbruch

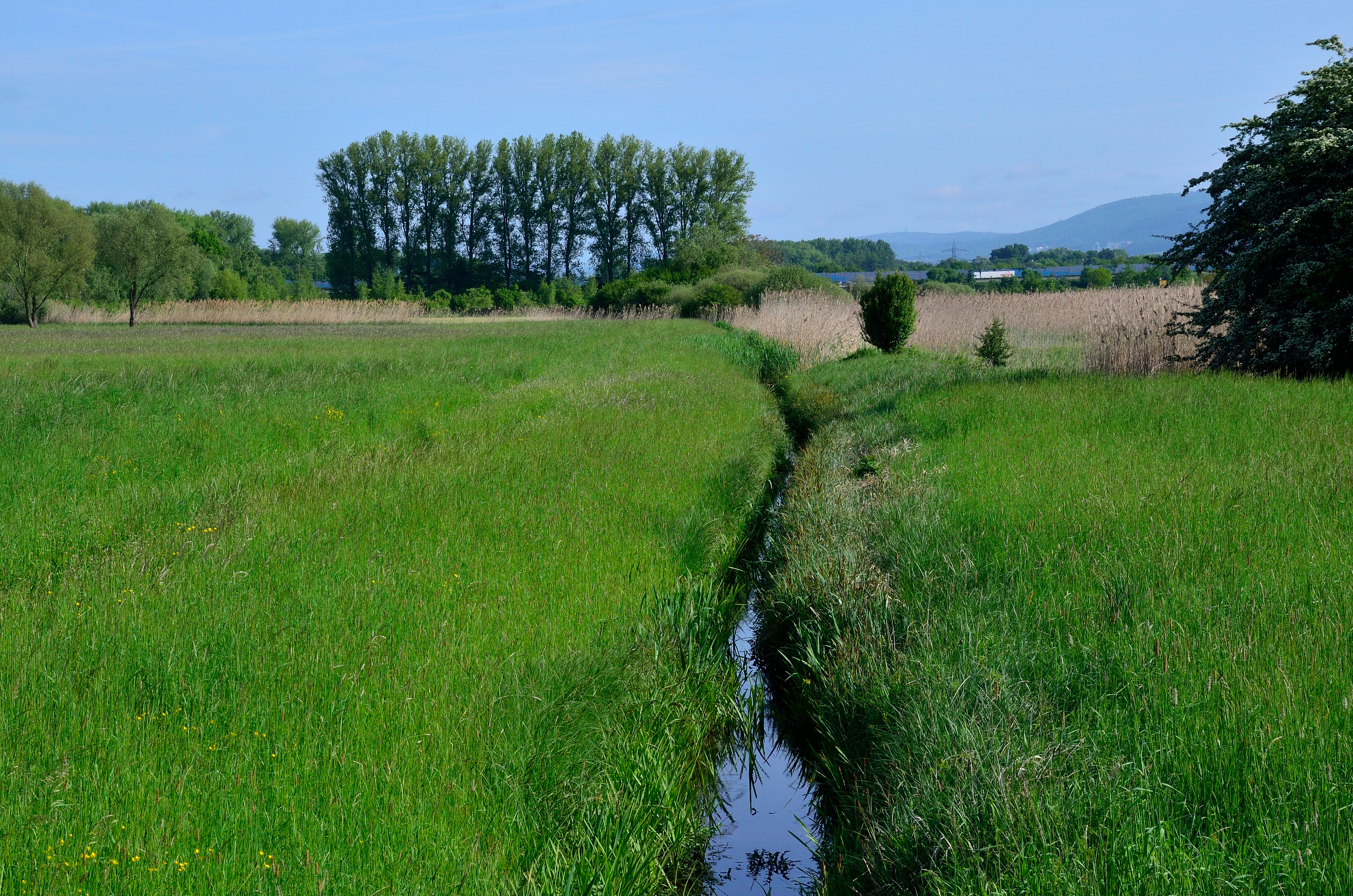
Wassergraben

Hochholz-Kapellenbruch ist ein Naturschutzgebiet und ein ergänzendes Landschaftsschutzgebiet zwischen  Malsch, Rauenberg, Wiesloch und Sankt Leon-Rot im Rhein-Neckar-Kreis in Baden-Württemberg.
Es gehört zum Naturraum Kraichgau-Hardtebenen und umfasst die drei Teilgebiete Dörnigt, Kehrgrabensystem und Bruchwald, Watzenbruch und Straßenwiesen.

## Steckbrief
Das Gebiet wurde per Verordnung am vom 10. Februar 2011 als Naturschutzgebiet ausgewiesen und wird unter der Schutzgebietsnummer 2.143 beim Regierungspräsidium Karlsruhe geführt. Es hat eine Fläche von 263,7 Hektar. Das Naturschutzgebiet ist in die IUCN-Kategorie IV, ein Biotop- und Artenschutzgebiet, eingeordnet. Die WDPA-ID lautet 163707 und entspricht dem europäischen CDDA-Code und der EUNIS-Nr.
Der Schutzzweck ist die Erhaltung und Förderung:
- der naturnahen Ausläufer der Kinzig-Murg-Rinne;
- der durch Gebüsche gut strukturierten und durch Hangsickerwasser, Hangquellen und hochstehendes Grundwasser feuchten Wiesenbereiche;
- der Wälder mit in hohem Maße naturnahen und gut ausgebildeten Waldgesellschaften;
- eines Grabensystems mit gut entwickelten Schilf-, Röhricht- und Hochstauden-Säumen und einzigartiger Tier- und Pflanzenwelt;
- der an die Vielzahl von Biotoptypen gebundenen Pflanzen- und Tiergesellschaften sowie deren einzelne Pflanzen- und Tierarten;
- der Vielfalt, Eigenart und Schönheit der naturhaften Ausstattung.